# Pankreasni polipeptidni receptor 1
Neuropeptidni Y receptor tip 4 je protein koji je kod čoveka kodiran  genom.

## Selektivni ligandi

### Agonisti
- Pankreasni polipeptid
- Neuropeptid Y (endogeni agonist, nije selektivan za NPY4R podtip)
- Peptid YY
- (mešoviti  antagonist /  agonist)

### Antagonisti
- [3]

## Literatura
1. ↑  Lutz CM, Richards JE, Scott KL, Sinha S, Yang-Feng TL, Frankel WN, Thompson DA (1998). „Neuropeptide Y receptor genes mapped in human and mouse: receptors with high affinity for pancreatic polypeptide are not clustered with receptors specific for neuropeptide Y and peptide YY”. Genomics. 46 (2): 287—90. PMID 9417917. doi:10.1006/geno.1997.5024.
2. ↑  „Entrez Gene: PPYR1 pancreatic polypeptide receptor 1”.
3. ↑  Ziemek R, Schneider E, Kraus A, Cabrele C, Beck-Sickinger AG, Bernhardt G, Buschauer A (2007). „Determination of affinity and activity of ligands at the human neuropeptide Y Y4 receptor by flow cytometry and aequorin luminescence”. Journal of Receptor and Signal Transduction Research. 27 (4): 217—33. PMID 17885919. doi:10.1080/10799890701505206.

## Dodatna literatura
- Keire DA, Bowers CW, Solomon TE, Reeve JR (2002). „Structure and receptor binding of PYY analogs.”. Peptides. 23 (2): 305—21. PMID 11825645. doi:10.1016/S0196-9781(01)00602-7.
- Balasubramaniam A (2002). „Clinical potentials of neuropeptide Y family of hormones.”. Am. J. Surg. 183 (4): 430—4. PMID 11975932. doi:10.1016/S0002-9610(02)00803-6.
- Parker E, Van Heek M, Stamford A (2002). „Neuropeptide Y receptors as targets for anti-obesity drug development: perspective and current status.”. Eur. J. Pharmacol. 440 (2-3): 173—87. PMID 12007534. doi:10.1016/S0014-2999(02)01427-9.
- Benaim G, Villalobo A (2002). „Phosphorylation of calmodulin. Functional implications.”. Eur. J. Biochem. 269 (15): 3619—31. PMID 12153558. doi:10.1046/j.1432-1033.2002.03038.x.
- Lundell I; Blomqvist AG; Berglund MM;  . (1996). „Cloning of a human receptor of the NPY receptor family with high affinity for pancreatic polypeptide and peptide YY.”. J. Biol. Chem. 270 (49): 29123—8. PMID 7493937. doi:10.1074/jbc.270.49.29123.
- Bard JA, Walker MW, Branchek TA, Weinshank RL (1995). „Cloning and functional expression of a human Y4 subtype receptor for pancreatic polypeptide, neuropeptide Y, and peptide YY.”. J. Biol. Chem. 270 (45): 26762—5. PMID 7592911. doi:10.1074/jbc.270.45.26762.
- Yan H; Yang J; Marasco J;  . (1996). „Cloning and functional expression of cDNAs encoding human and rat pancreatic polypeptide receptors.”. Proc. Natl. Acad. Sci. U.S.A. 93 (10): 4661—5. PMC 39335 . PMID 8643460. doi:10.1073/pnas.93.10.4661.
- Kawabe T, Muslin AJ, Korsmeyer SJ (1997). „HOX11 interacts with protein phosphatases PP2A and PP1 and disrupts a G2/M cell-cycle checkpoint.”. Nature. 385 (6615): 454—8. PMID 9009195. doi:10.1038/385454a0.
- Darby K; Eyre HJ; Lapsys N;  . (1998). „Assignment of the Y4 receptor gene (PPYR1) to human chromosome 10q11.2 and mouse chromosome 14.”. Genomics. 46 (3): 513—5. PMID 9441761. doi:10.1006/geno.1997.5071.
- Hsieh-Wilson LC; Allen PB; Watanabe T;  . (1999). „Characterization of the neuronal targeting protein spinophilin and its interactions with protein phosphatase-1.”. Biochemistry. 38 (14): 4365—73. PMID 10194355. doi:10.1021/bi982900m.
- Smith FD, Oxford GS, Milgram SL (1999). „Association of the D2 dopamine receptor third cytoplasmic loop with spinophilin, a protein phosphatase-1-interacting protein.”. J. Biol. Chem. 274 (28): 19894—900. PMID 10391935. doi:10.1074/jbc.274.28.19894.
- Marx SO; Reiken S; Hisamatsu Y;  . (2000). „PKA phosphorylation dissociates FKBP12.6 from the calcium release channel (ryanodine receptor): defective regulation in failing hearts.”. Cell. 101 (4): 365—76. PMID 10830164. doi:10.1016/S0092-8674(00)80847-8.
- Connor JH; Weiser DC; Li S;  . (2001). „Growth arrest and DNA damage-inducible protein GADD34 assembles a novel signaling complex containing protein phosphatase 1 and inhibitor 1.”. Mol. Cell. Biol. 21 (20): 6841—50. PMC 99861 . PMID 11564868. doi:10.1128/MCB.21.20.6841-6850.2001.
- Cavadas C; Silva AP; Mosimann F;  . (2001). „NPY regulates catecholamine secretion from human adrenal chromaffin cells.”. J. Clin. Endocrinol. Metab. 86 (12): 5956—63. PMID 11739470. doi:10.1210/jc.86.12.5956.
- Cox HM, Tough IR (2002). „Neuropeptide Y, Y1, Y2 and Y4 receptors mediate Y agonist responses in isolated human colon mucosa.”. Br. J. Pharmacol. 135 (6): 1505—12. PMC 1573267 . PMID 11906964. doi:10.1038/sj.bjp.0704604.
- Wu DY, Tkachuck DC, Roberson RS, Schubach WH (2002). „The human SNF5/INI1 protein facilitates the function of the growth arrest and DNA damage-inducible protein (GADD34) and modulates GADD34-bound protein phosphatase-1 activity.”. J. Biol. Chem. 277 (31): 27706—15. PMID 12016208. doi:10.1074/jbc.M200955200.

## Spoljašnje veze
- „Neuropeptide Y Receptors: Y4”. IUPHAR Database of Receptors and Ion Channels. International Union of Basic and Clinical Pharmacology. Архивирано из оригинала 03. 03. 2016. г.